# Тільця Мейснера
Тільця Мейснера, тактильні рецептори  — чутливі рецептори, які знаходяться у сосочковому шарі дерми. Створюють відчуття дотику, хоча не є єдиними дотиковими рецепторами. Названі на честь німецького анатома Георга Мейсснера, який їх вперше описав 1852 року одночасно зі своїм колегою Рудольфом Вагнером.

## Будова
Дотикові рецептори являють собою мієлінізоване нервове волокно, що підходить до капсули, утвореної гліальними клітинами. Всередині знаходиться сполучна тканина, на яку вже немієлінове волокно намотане у вигляді спіралі. Ці структури орієнтовані перпендикулярно до поверхні шкіри. 
Нервове волокно є аксоном нейрона спінального ганглія.

## Розташування і функція
На тільця Мейснера багаті тактильно чутливі ділянки тіла людини, такі як губи чи кінчики пальців.
Капсула виконує роль механорецептора. При дотику шкіра вгинається, капсула деформується і тисне на нервове волокно. У мембрані нервового волокна знаходяться протончутливі іонні канали ASIC2, які відкриваються у відповідь на зміну форми сусідньої ділянки мембрани. Через канал заходять іони натрію, що деполяризують мембрану і викликають генерацію потенціалу дії. 
Тільця Мейснера належить до рецепторів, що швидко адаптуються.